# آیروکلند کلاس سچسن
آیروکلند کلاس سچسن (به انگلیسی: Sachsen-class ironclad) یک کلاس از کشتی است که طول آن ۹۸٫۲ متر (۳۲۲ فوت) می‌باشد.